# Mykola Babytsch
Mykola Babytsch (englische Transkription: Mykola Babich; * 16. Oktober 1980 in Mykolajiw) ist ein ukrainischer Beachvolleyballspieler.

## Karriere
Babytsch bestritt seine ersten internationalen Turniere in den Jahren 2000 und 2001 mit Andrej Bukyn. 2002 bildete er ein neues Duo mit Dmytro Chudolej, das in Kiew das Finale des Challenger-Turniers erreichte. Bei der Europameisterschaft 2003 schieden die Ukrainer als Gruppendritter der Vorrunde aus und belegten den neunten Rang. Ab 2004 spielte Babytsch mit Oleh Nykolaew und gewann im folgenden Jahr in Kiew. Bei der EM in Moskau besiegten Babytsch/Nykolaew zum Auftakt die Russen Karassew/Kolodinski, ehe sie gegen das deutsche Duo Dieckmann/Reckermann unterlagen und in der Verliererrunde scheiterten. Ein Jahr später mussten sie sich in Den Haag zwei einheimischen Duos, darunter die neuen Europameister, geschlagen geben. Ihr letzter gemeinsamer EM-Auftritt endete 2007 in Valencia mit einem 1:2 gegen Brink/Dieckmann.
Anschließend trat Babytsch mit Serhej Mychailow an und erreichte als Neunter in Klagenfurt erstmals die Top Ten bei einem Grand Slam. Die Weltmeisterschaft 2009 endete für das neue Duo jedoch als Gruppenletzter der Vorrunde. Nach dem Grand Slam in Moskau 2010 trennten sich ihre Wege und Babytsch kam mit Partner Oleksandr Ioisher zusammen. Nach einigen vorderen Plätzen bei kleineren Turnieren erreichten die Ukrainer bei der EM in Berlin das Achtelfinale, das sie im Tiebreak gegen die Schweizer Heuscher/Heyer verloren. Nach dem erfolglosen Auftritt ohne Satzgewinn bei der WM 2011 in Rom schieden sie auch bei der EM in Kristiansand nach der Vorrunde aus.